# Саджадский университет технологий

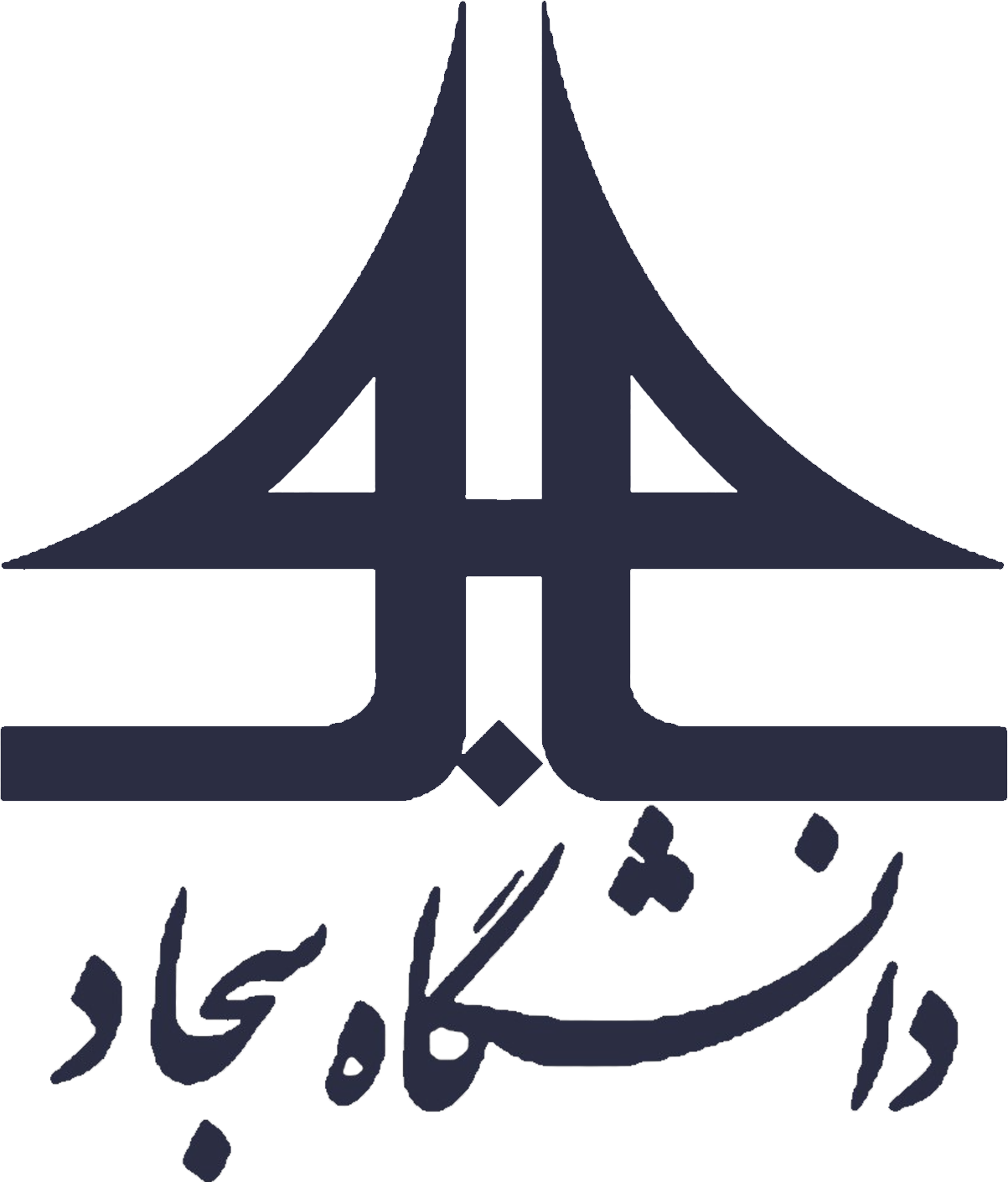
Символ (логотип) университета Саджад

Университет Саджад — это университет в Мешхеде, Иран. Основанный в 1995 году, университет Саджад просуществовал до тех пор, пока в 2014 году высшее учебное заведение не было преобразовано в индустриальный университет. Благодаря предложению неинженерных специальностей, включая промышленный менеджмент, спортивные науки, преподавание английского языка и юриспруденцию. Семь лет спустя, в 2020 году, он был переведен в университет общего профиля.
Университет Саджад располагает пятью факультетами на 5000 студентов, обучающихся в этом университете на различных уровнях PhD (2 программы), магистратуры (21 программа), бакалавриата (14 программ), непрерывного бакалавриата (4 программы) и ассоциированного образования (1 программа).
Факультеты:
- Электротехника и медицинская инженерия[1]
- Промышленность и машиностроение[2]
- Компьютерные и информационные технологии[3]
- Гражданское строительство, архитектура и урбанизм[4]
- Гуманитарные науки[5]

Предприятие электронных знаний " Саджад "
В последние годы, опираясь на собственные технические возможности, это предприятие предложило ряд продуктов в области автоматического определения местоположения транспортного средства (AVL). Кроме того, оно предложило и коммерциализировало ряд продуктов, основанных на знаниях, включая:
1. Система мониторинга солнечной электростанции (SAMANIR)
2. Интеллектуальная система управления дверью
3. Интеллектуальная система мониторинга автопарка дорожного движения (SEPAHTAN)
4. Интеллектуальная интегральная система контроля и мониторинга парка городского транспорта (SEPAD)
5. Массовое производство локатора транспортных средств Саджад (RadyabS)

Открытый Учебный Центр
Центр открытого обучения Саджад был основан в 2017 году. Этот центр предлагает множество специализированных и практических краткосрочных курсов и очных курсов для руководителей и других организаций.
Управление по сотрудничеству с промышленностью
Офис по сотрудничеству с промышленностью Университета Саджад начал свою деятельность в 2003 году. Цель этого офиса - установить разумный и устойчивый контакт между потенциалом университета и различными производственными и сервисными потребностями общества, а также продвигать научные и технологические достижения университета.
Соревнования ACM
Пользуясь поддержкой профессорско-преподавательского состава, группа по конкурсам ACM и программированию университета Саджад всегда поощряла более активное участие в этих конкурсах с целью мотивации студентов к развитию своей научной компетентности.
Студенческое научное объединение
Студенческая научная ассоциация направлена на установление контактов студентов с промышленностью и развитие их индивидуальных навыков и навыков командной работы, чтобы во время академического обучения научить их быть эффективными людьми для общества.
Студенческое общество Баран
Студенческое общество Баран было основано в 2003 году в Университете Саджад с целью предоставления студентам возможности поддерживать связь с брошенными детьми, подростками и молодежью Социальной организации, о которых плохо заботятся.